# Parkwachterswoning Cantonspark
De Parkwachterswoning in het Cantonspark aan de Heemskerklaan 27 is een gemeentelijk monument in Baarn in de provincie Utrecht. De villa staat in het Cantonspark. Het pand werd gebouwd als dienstwoning voor het personeel van August Janssen, die ook eigenaar van het Cantonspark was.
Bij de aanleg van het Cantonspark werd bij de entree aan de Heemskerklaan een vrijstaande parkwachterswoning gebouwd voor de toenmalige tuinman J. Goossen. De voorkant van het pand is asymmetrisch, de ingang bevindt zich aan de zijkant.